# Bruce Maslin
Bruce Roger Maslin est un botaniste australien, né le 3 mai 1946 à Bridgetown (Australie-Occidentale).
Il obtient un diplôme en botanique à l’Université d'Australie-Occidentale en 1967, il prend alors un poste de botaniste à l’Herbier d'Australie-Occidentale. L’année suivante, conscrit, il sert durant la guerre du Viêt Nam durant trois ans. En 1970, il retrouve son poste à l’herbier où il travaille jusqu’en 1987. C’est un spécialiste du genre Acacia.

## Source
- Traduction de l'article de langue anglaise de Wikipédia (version du 10 avril 2007).